# Морера Сото, Алехандро
Алехандро Морера Сото (исп. Alejandro Morera Soto; 14 июля 1909, Алахуэла — 26 марта 1995, Алахуэла) — коста-риканский футболист, нападающий. После завершения футбольной карьеры работал депутатом Законодательного собрания Коста-Рики и губернатором провинции Алахуэла.

## Карьера
Алехандро Морера Сото родился в семье Хуана Мореры и Эуфемии Сото. Он с ранних лет полюбил футбол, что даже часто пропускал обеды, чтобы поиграть в мяч. Помимо Алехандро, в семье был второй сын — Карлос, также занимавшийся футболом, и дочь Алисия, которая любила баскетбол и гонки. Первой командой Мореры стал местный клуб «Алахуэленсе», где он дебютировал в 16 лет в матче с «Химнастика Эспаньола». За сезоны в клубе он провёл 47 матчей и забил 49 голов. Два года спустя его друг Хосе Луису Солере, серебряный призёр центральноамериканских игр 1921 года, который имел связи на Кубе, предложил Алехандро уехать туда, где он мог бы сыграть за клуб «Гальего». Морера Сото был нужен команде, которая отправлялась в коммерческий тур по Перу. После года в клубе, где он забил 21 мяч в 19 встречах, форвард возвратился на родину, где вновь стал защищать цвета «Алахуэленсе». В 1930 году, во время тура по Салвадору, он забил 7 голов в одной игре, а затем в той же встрече получил перелом малой берцовой кости и голени. Всего за 5 лет в клубе игрок провёл 144 матча и забил 136 голов.
В 1932 году испанский торговец Хуан Берналь Алонсо предложил Морере Сото отправиться с ним в Европу, где он смог бы играть за клуб «Валенсия». Алехандро приплыл на корабле в порт Барселона, чтобы затем отправиться в Валенсию, но там его «перехватил» соотечественник и друг, с которым он периодически переписывался, Рикардо Саприсса Айма в сопровождении руководства клуба «Эспаньол». Они уговорили футболиста остаться в Барселоне, разместив его в клубной гостинице Шале-де-Саррья. Он дебютировал в клубе в матче с «Атлетико Мадрид». Морера договорился с «Эспаньолом» на 125 песет в неделю плюс оплата еды и прачечной. Но когда пришёл день заключения договора, футболист не пришёл. Оказалось он уже стал игроком «Барселоны», которая «дала» форварду зарплату в 700 песет в неделю, плюс аванс в 6 тысяч песет и обещание, что с сентября 1934 года, в случае хорошей игры футболиста, зарплата будет повышена до 1300 песет в месяц и ему заплатят единовременно ещё 4 тысячи. Сумма трансфера составила 10 тысяч песет. Он дебютировал в команде 30 апреля в матче с «Тенерифе», а 5 мая забил первый гол, поразив ворота «Атлетик Бильбао». В первом сезоне игрок забил за клуб 10 голов в девяти встречах. А годом позже забил 41 гол в 43 матчах. Ещё через год игрок помог клубу выиграть чемпионат Каталонии. Всего за «Барселону» игрок провёл 76 матчей и забил 63 гола. Позже статистика была пересмотрена: глава исследовательского центра «Барселоны», Мануэль Томас Беленгер, сообщил, что Морера Сото забил 68 голов за «Барсу» — 39 мячей в товарищеских матчах, 13 в чемпионате Испании, 5 — в Кубке Испании и 11 — в чемпионате Каталонии.
В июне 1935 года Морера перешёл в «Эркулес» за 10 тысяч песет. Костариканец был продан после своей просьбы у руководства «сине-гранатовых» о повышении заработной платы. Он выступал там лишь один сезон. В межсезонье он, вместе с бывшими партнёром по «Барселоне» Элемером Беркешши и Марио Кабанесом, по приглашению Беркешши, совершили туристическую поездку на автомобиле в Венгрию. Игроки дружили ещё во время их совместной игры в «Барселоне», за что были прозваны прессой «Три мушкетёра». Во время их путешествия в Испании началась гражданская война. После этого они некоторое время путешествовали по Европе, сначала по рекомендации клубов, не желавших рисковать игроками. А потом просто не имея возможности вернуться в Испанию, где у них остались их вещи и деньги, находившиеся в испанских банках. Остававшиеся деньги Мореро спрятал в сундуке, который позже потерял. Элемер и Алехандро даже сыграли несколько матчей с французским «Гавром», чтобы поддержать себя. А Морера Сото, которому так и не удалось возвратить деньги из банка, смог бы оплатить билет на родину.
2 ноября 1936 года корабль, на котором плыл Алехандро, прибыл в порт Лимон. Игрок продолжил заниматься футболом, вновь играя за клуб «Алахуэленсе», в котором он выступал до 1947 года. Он выиграл с командой три чемпионата Коста-Рики и два Кубка страны. А в 1939 году Морера Сото даже стал лучшим бомбардиром чемпионата. Он провёл за клуб 364 матча и забил 312 голов. В тот же период игрок выступал за национальную сборную, с которой выиграл серебряные медали в 1938 году на играх Центральной Америки и Карибского бассейна. Всего за сборную страны он провёл 6 матчей и забил 7 голов. Последний матч в карьере игрок провёл 6 апреля 1947 года против клуба «Депортиво Мунисипаль», выступая за «Эредиано», где он, к тому моменту, трудился тренером
После завершения игровой карьеры, Морера Сото занялся сельским хозяйством, купив кофейные плантации на Каррисале. Но бизнес обанкротил футболиста. Затем он стал депутатом Законодательного собрания Коста-Рики, занимая этот пост с 1958 по 1962 год. А с 1966 по 1970 год являлся губернатором родной провинции Алахуэла. 20 июля 1966 года именем футболиста назвали стадион клуба «Алахуэленсе». Он умер в возрасте 85 лет от церебрального артериосклероза и инфекции почек. В 2016 году была открыта статуя Мореры Сото в парке Пальмарес, напротив больницы Сан-Рафаэль, работы скульптора Эдгара Цуньиги.

## Достижения

### Командные
- Чемпион Коста-Рики: 1928, 1939, 1941, 1945
- Обладатель Кубка Коста-Рики: 1928, 1937, 1944
- Чемпион Каталонии: 1934/1935

### Личные
- Лучший бомбардир чемпионата Коста-Рики: 1939 (23 гола)

## Личная жизнь
Морера Соло был женат на Хулите Пачеко Перес, дочери полковника из Алахуэлы. У них была дочь Хенни Морера и пять внуков.